# У чужій шкурі
У чужій шкурі (Possessor) — канадсько-британський науково-фантастичний боді-горор 2020 року, сценарист і режисер Брендон Кроненберг.

## Про фільм
Агент працює на секретну організацію, яка використовує технологію імплантації мозку, щоб вселятися в тіла інших людей.
Це зрештою змушує агентів здійснювати вбивства для високооплачуваних клієнтів.

## Знімались
| Актор                | Роль            |
| -------------------- | --------------- |
| Андреа Райзборо      | Тася Вос        |
| Крістофер Ебботт     | Колін Тейт      |
| Дженніфер Джейсон Лі | Гірдер          |
| Россіф Сазерленд     | Майкл Вос       |
| Габріель Грем        | Голлі           |
| Грант Альянак        | головний технік |
| Рейчел Кроуфорд      | Меліс           |
| Таппенс Міддлтон     | Ава Парс        |
| Крістофер Жако       | Рейд Парс       |
| Шон Бін              | Джон Парс       |